# Regietów Niżny
Regietów Niżny – część wsi Regietów  w Polsce, położona w województwie małopolskim, w powiecie gorlickim, w gminie Uście Gorlickie. Dawniej odrębna miejscowość.

## Historia
Pod zaborem austriackim Regietów Niżny stanowił częśc gminy jednostkowej Konieczna w powiecie Gorlice w cyrkule jasielskim.
W latach 1975–1998 miejscowość administracyjnie należała do województwa nowosądeckiego.